# Bernard Girard du Haillan

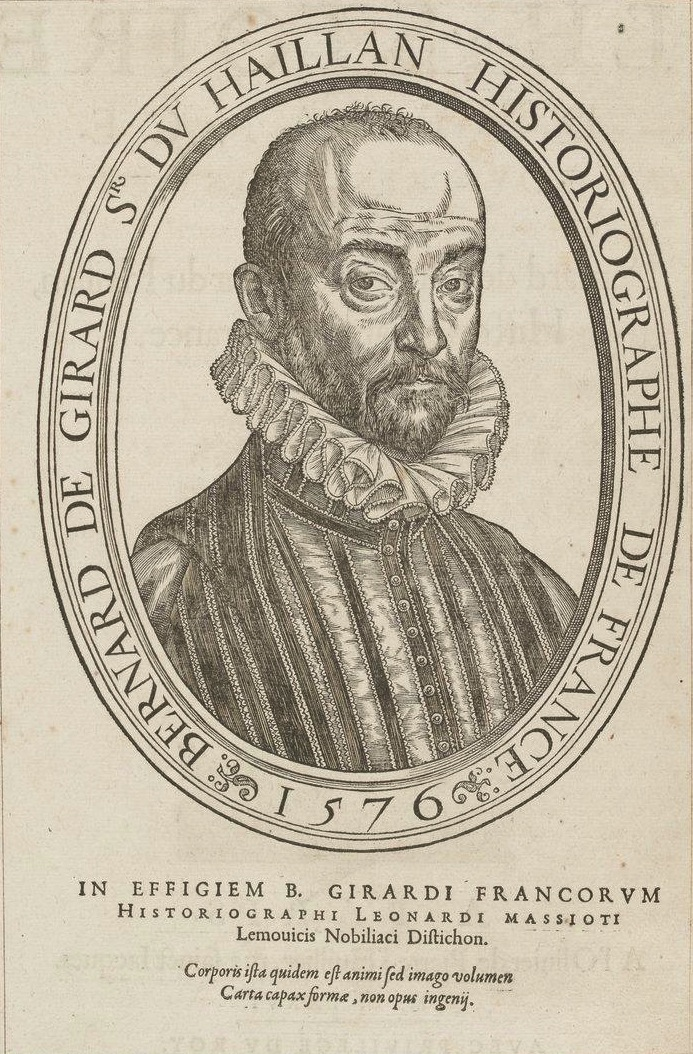
Bernard de Girard [,] S[eigneu]r du Haillan [,] historiographe de France - 1576.

Bernard Girard du Haillan, Bernard de Girard Haillan o Bernard de Girard du Haillan (Burdeos, ca. 1535-Burdeos, 1610), señor de Le Haillan, fue un historiador francés, que ocupó el cargo de historiographe de France ("historiógrafo de Francia", equivalente a cronista del reino) para Enrique III de Francia.

## Vida
Previamente había ocupado otros cargos en servicio de Carlos IX de Francia.
El rey Enrique le tenía en alta estima, a pesar de su vanidad y egoísmo. Le nombró también genealogista de la Orden del Espíritu Santo, con una pensión de 1200 coronas.
Se le considera un seguidor de Étienne Pasquier, de modo que las acusaciones que se hacen a éste de plagio pueden en realidad referirse a él.
Sus obras iniciales fueron État et Succès des affaires de France (1570) y Promesse et Dessein de l'histoire de France (1572).
Su obra cumbre es L'histoire générale des rois de France jusqu'à Charles VII inclusivement (1576); que puede considerarse una versión en francés de De rebus gestis Francorum de Paolo Emilio (1516-1539).